# Dendrocalamus cinctus
Dendrocalamus cinctus là một loài thực vật có hoa trong họ Hòa thảo. Loài này được R.B.Majumdar ex Soderstr. & R.P.Ellis mô tả khoa học đầu tiên năm 1988.